# Svetlana Feofanova
Svetlana Jevgenjevna Feofanova (rusko Светлана Евгеньевна Феофанова), ruska atletinja, * 16. julij 1980, Moskva, Sovjetska zveza.
Nastopila je na poletnih olimpijskih igrah v letih 2000, 2004, 2008 in 2012, leta 2004 je osvojila srebrno medaljo v skoku ob palici, leta 2008 pa še bronasto. Na svetovnih prvenstvih je osvojila naslov prvakinje leta 2003 ter srebrno in dve bronasti medalji, na svetovnih dvoranskih prvenstvih naslov prvakinje leta 2003 ter dve srebrni in bronasti medalji, na evropskih prvenstvih naslova prvakinje v letih 2002 in 2010, kot tudi na evropskih dvoranskih prvenstvih leta 2002. Trikrat je postavila svetovni rekord v skoku ob palici.